# National Road
La National Road (également appelée Cumberland Road) a été la première grande route aménagée aux États-Unis construite par le gouvernement fédéral. Réalisée entre 1811 et 1837, la voie, longue de 1 000 kilomètres, reliait le Potomac et la rivière Ohio et a été l'un des chemins vers l'Ouest pour des milliers de colons. Lorsqu'elle a été reconstruite dans les années 1830, elle devint le deuxième axe routier des États-Unis recouverte de macadam, selon le procédé inventé par l'Écossais John Loudon McAdam.
La Construction a commencé vers l'ouest en 1811 à Cumberland, Maryland, sur la rivière Potomac. Après la panique financière de 1837 et la dépression économique qui s'ensuivit, les fonds en provenance du Congrès étaient à sec et la construction a été arrêtée à Vandalia, Illinois, la capitale du Territoire de l'Illinois, 100 km au nord-est de Saint-Louis en traversant le fleuve Mississippi.
La route a également été appelée le Cumberland Turnpike, le Cumberland–Brownsville Turnpike (ou Road ou Pike), le Cumberland Pike, le National Pike, et le National Turnpike.[réf. nécessaire]
Aujourd'hui, une grande partie du parcours est repris par l'U.S. Route 40, avec différentes portions portant le nom d'Alternative U.S. Route 40, ou de diverses route des États régionaux (telle la Maryland Route 144 pour plusieurs sections entre Baltimore et Cumberland).
En 2002, la totalité de la route, y compris les extensions à l'est de Baltimore et à l'ouest de Saint-Louis, a été classée comme Historic National Road, dans la catégorie All-American Road.

## Historique

### Braddock Road
La Braddock Route a été ouverte par la Compagnie de l'Ohio en 1751, entre Fort Cumberland, à la limite de la partie navigable sur le cours supérieur de la Rivière Potomac, et les militaires français de la station de Fort Duquesne à la fourche de la Rivière Ohio, (à la confluence des rivières Allegheny et Monongahela), un centre militaire et commercial important, à l'emplacement où la ville de Pittsburgh se trouve désormais. Elle a reçu son nom lors de la période coloniale, à l'époque de la guerre de la Conquête de 1753-63 (prolongement sur le sol américain de la guerre de Sept Ans en Europe), après qu'elle a été empruntée par le général britannique Edward Braddock accompagné par le colonel George Washington du régiment de la milice de la Virginie, lors de la malheureuse expédition Braddock de juillet 1755, une tentative de prendre d'assaut le fort Duquesne tenu par les Français.

### Cumberland Road

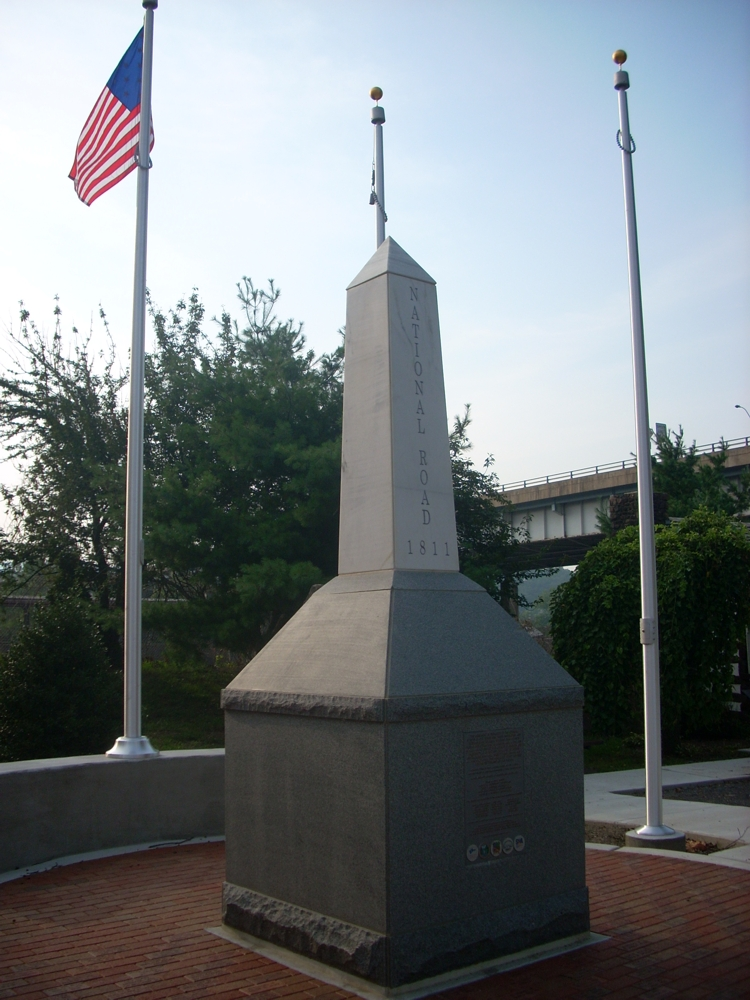
Borne de début de la Cumberland National Road.

La construction de la Cumberland Road (qui devint plus tard une partie de la National Road) a été autorisée le 29 mars 1806 par le Président Thomas Jefferson. La nouvelle Cumberland Route était destinée à remplacer les chemins pédestres et ceux destinés aux chariots qui constituaient la Braddock Route permettant les voyages entre les rivières Potomac et Ohio, en suivant à peu près le même alignement jusqu'à l'est de Uniontown, en Pennsylvanie. À partir de là, où la Braddock Route bifurquait vers le nord en direction de Pittsburgh, la nouvelle National Road/Cumberland Road continuait vers l'ouest jusqu'à Wheeling, West Virginia (qui faisait alors partie de la Virginie), également sur la Rivière Ohio.
Le contrat pour la construction de la première section a été attribué à Henry McKinley le 8 mai 1811, et la construction a commencé plus tard cette même année, la route atteignant Wheeling le 1er août 1818. Depuis plus de 100 ans, une simple pierre de granit a été la seule borne marquant le début de la route à Cumberland, Maryland. En juin 2012, un monument et une esplanade ont été construits dans la ville de Riverside Park, près du centre historique, point de départ d'origine de la voie.
Au-delà du terminus est de la National Road à Cumberland, en allant vers la côte Atlantique, une série de routes à péages ont été construites, menant la National Road (aussi appelée Old National Pike) jusqu'à Baltimore, alors la troisième plus grande ville du pays et un grand port maritime sur la baie de Chesapeake. Achevées en 1824, ces routes forment ce qui est considéré comme l'extension est de la National Road fédérale.

### Extension vers l'ouest

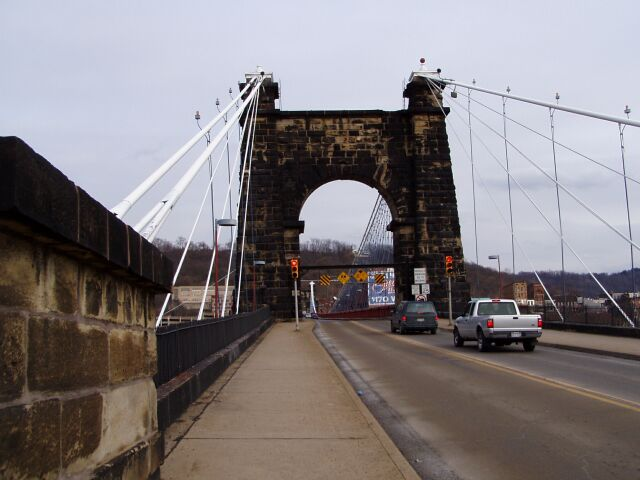
Le pont suspendu de Wheeling qui traverse l'Ohio a été achevé en 1849 et est toujours utilisé pour le trafic local.

Le 15 mai 1820, le Congrès a autorisé la prolongation de la route de Saint-Louis, sur la rivière Mississippi, et le 3 mars 1825, à travers le Mississippi et à Jefferson City, Missouri. Les travaux d'extension entre Wheeling et Zanesville, Ohio ont emprunté la Zane Trace construite par Ebenezer Zane, et ont été achevés en 1833 lorsque la route a atteint la nouvelle capitale de l'État, Columbus, et, en 1838, à Springfield, Ohio.
En 1849, un pont permettant à la National Road de franchir la rivière Ohio à Wheeling a été achevé. Le pont suspendu de Wheeling, conçu par Charles Ellet, était à l'époque le plus long pont à une seule travée du monde, avec 1 010 pieds (307,848 m) d'une tour à l'autre.

### Transfert aux États

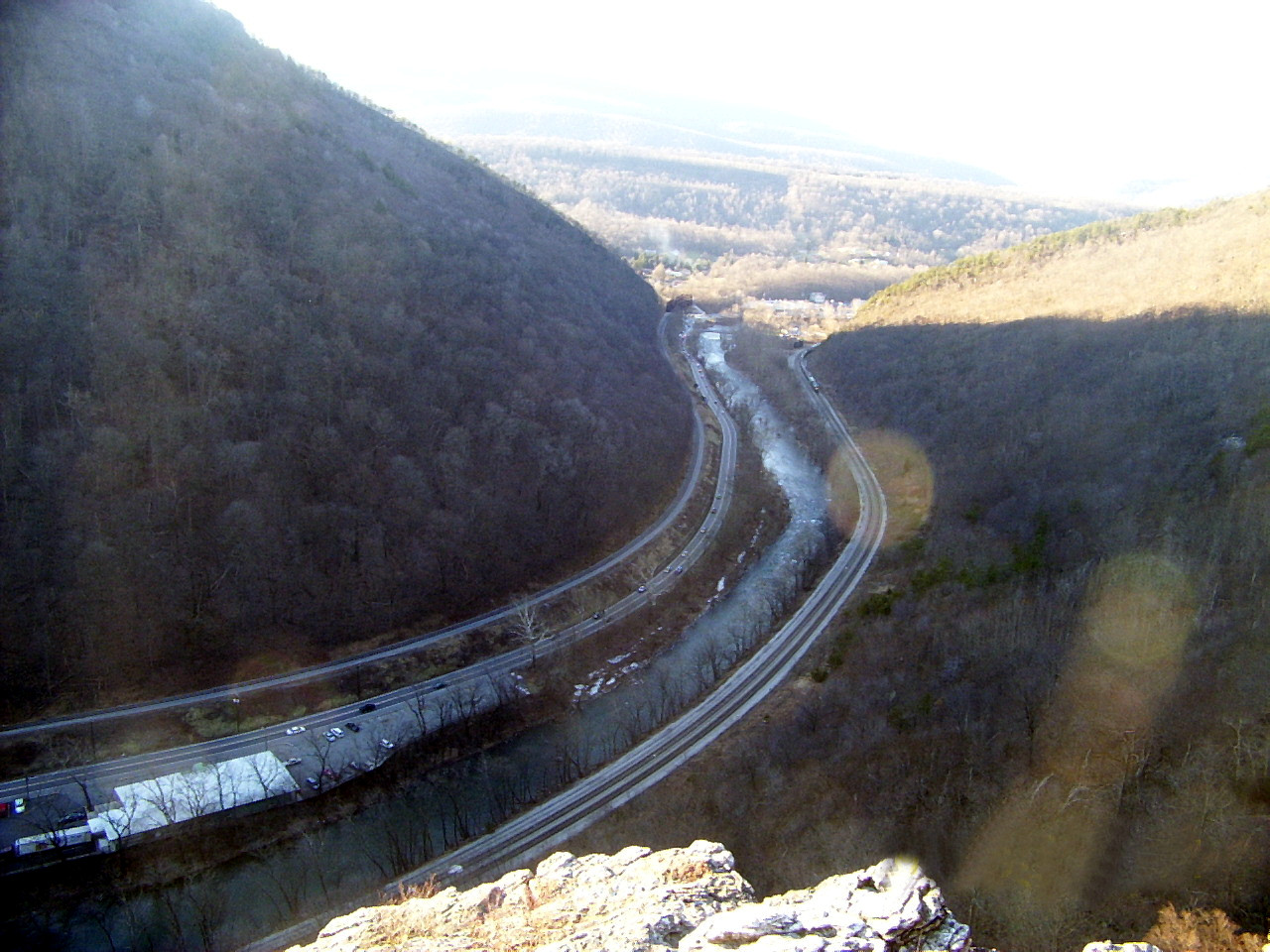
Une partie du nouveau tracé de la route parcourt la cluse de Cumberland, à l'ouest de la ville.

Les coûts de maintenance sur la Cumberland Road devenaient plus élevés que ce que le Congrès était prêt à supporter. Dans les accords conclus avec le Maryland, la Virginie, la Pennsylvanie, la route devait être reconstruite et rénovée. La section qui franchit la montagne Haystack (en), à l'ouest de Cumberland, a été abandonnée et une nouvelle route empruntant la cluse de Cumberland a été construite.
Depuis le 1er avril 1835, la charge de la section reliant Wheeling à Cumberland a été transférée au Maryland, à la Pennsylvanie et à la Virginie (depuis la scission de cet État, c'est la Virginie-Occidentale qui a récupéré cette route). La dernière dotation budgétaire votée par le Congrès de l'appropriation a été faite le 25 mai 1838, et, en 1840, le Congrès a voté contre l'exécution de la partie inachevée de la route, le vote décisif ayant été celui d'Henry Clay. Dès lors, les chemins de fer avaient prouvé qu'ils étaient une meilleure méthode de transport sur de longues distances, et le Baltimore and Ohio Railroad a été construit à l'ouest pour relier Baltimore à Cumberland, principalement le long de la rivière Potomac, puis par une route plus directe que la National Road à travers le plateau des Allegheny en Virginie-Occidentale (à l'époque en Virginie) vers Wheeling. La construction de la National Road cessé en 1839. Une grande partie de la route par traversant l'Indiana et l'Illinois est restée inachevée et plus tard elle a été transférée à ces deux États.

### AuXXesiècle

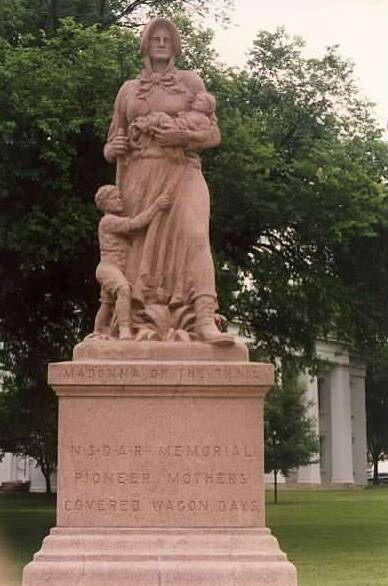
Une statue de l'ensemble ', installé le long de la Old National Road à Vandalia, Illinois.

En 1912, la Cumberland National Road a été choisie pour faire partie des National Old Trails Road (en), ce qui permettait d'étendre la voie plus à l'est vers New York et à l'ouest jusqu'à San Francisco, en Californie. Cinq statues baptisées Madonna of the Trail (en), donnés par les Daughters of the American Revolution, ont été érigées le long de la Old National Road.
En 1927, la National Road a été désignée comme la partie orientale de l'U.S. Route 40, qui généralement suit le tracé de la National Road, avec d'occasionnels contournements, réalignements, et de nouveaux ponts. L'Interstate 70, globalement parallèle à la National Road, offre désormais un itinéraire plus rapide, sans les nombreux virages, pentes raides et ponts étroits de l'U.S. Route 40 et d'autres segments de la National Road. Cependant, entre Hancock dans l'ouest du Maryland et Washington, en Pennsylvanie, la I-70 chemine plus au nord pour se rejoindre la Pennsylvania Turnpike (également appelée I-76), à travers les montagnes entre Breezewood et New Stanton, où l'I-70 tourne vers l'ouest pour rejoindre la National Road route (et l'U.S. 40) près de Washington, en Pennsylvanie.
L'Interstate 68, plus récente, est parallèle à l'ancienne route de Hancock vers Cumberland à l'ouest de Keyser's Ridge, dans le Maryland, où la National Road et l'U.S. 40 tournent au nord-ouest vers la Pennsylvanie, mais l'I-68 continue directement à l'ouest pour rencontrer l'Interstate 79 près de Morgantown, Virginie-Occidentale. La section de l'I-68 dans le Maryland est désigné sous le nom de National Freeway.

### Ouvrages d'art et bâtiments historiques

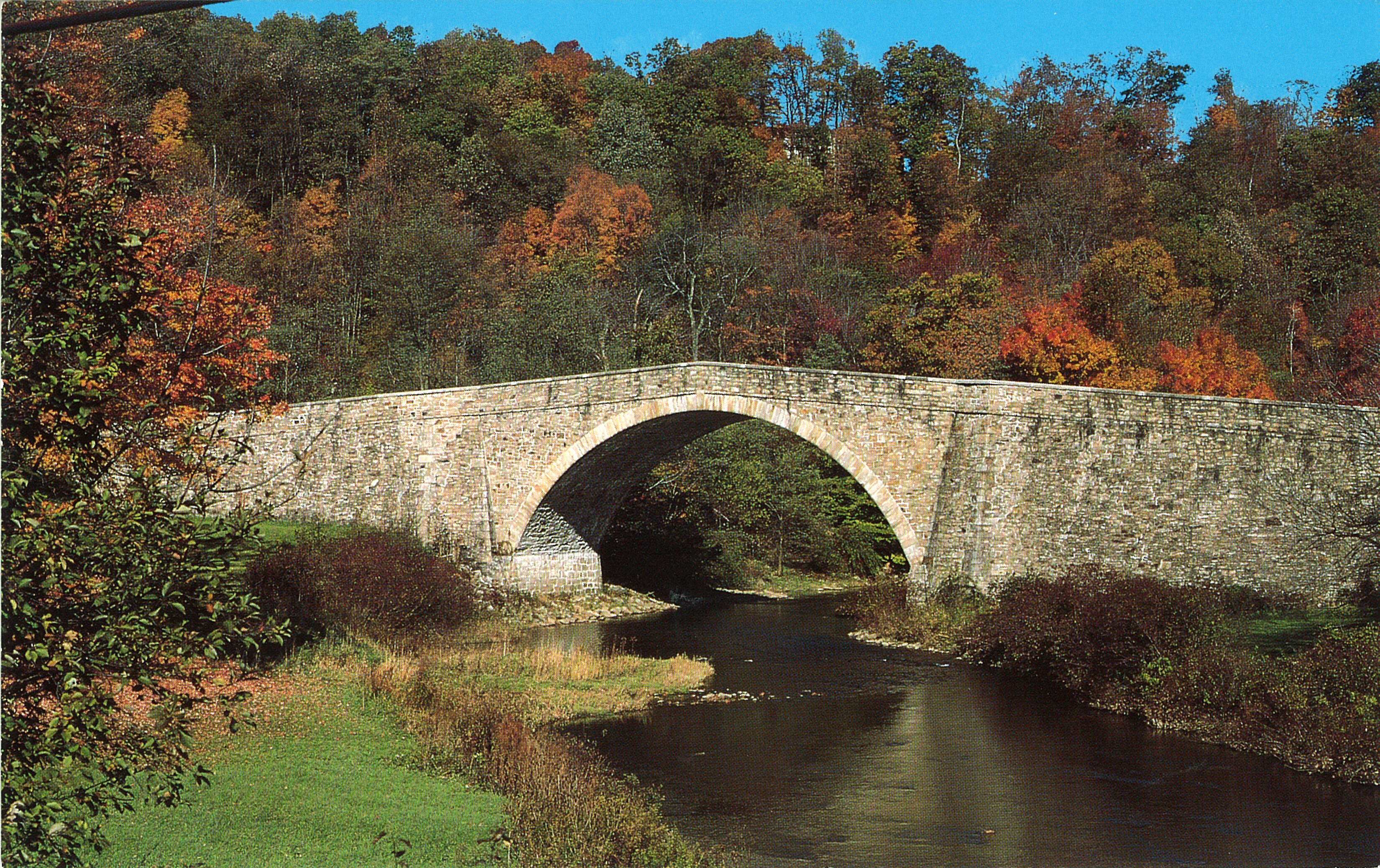
Le pont de la Casselman, dans l'ouest du Maryland, en 1979.

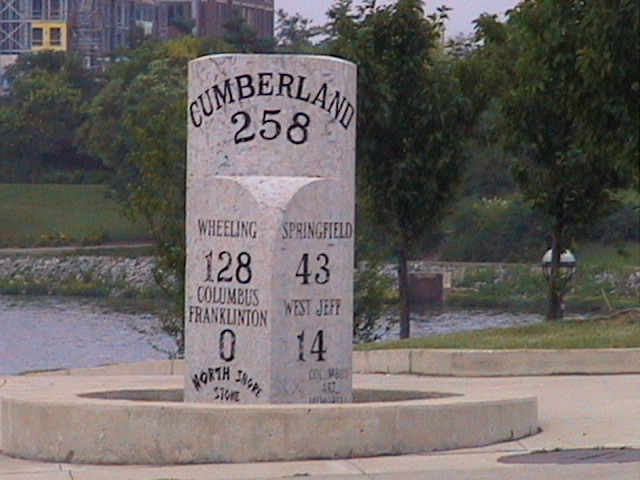
Borne kilométrique le long de la National Road à Columbus, Ohio

De nombreux ponts en arc en pierre de la National Road subsistent sur le tracé d'origine, dont :
- le pont de la Casselman près de Grantsville, Maryland ; construit en 1813 et 1814 pour permettre à la route de franchir la Casselman, c'est à l'époque le pont à arche unique présentant la plus longue travée dans le monde ;
- le pont Great Crossings près de la Confluence, Pennsylvanie ; construit en 1818 pour porter la route au-dessus de la Youghiogheny, le pont — tout comme la ville voisine de Somerfield, Pennsylvanie (qui a été rasée) — est sous les eaux du lac de la rivière Youghiogheny depuis la création d'un barrage en 1944 (mais il est toujours visible lorsque le niveau de l'eau est extrêmement bas)[7].

Une autre pont de la National Road est le pont suspendu de Wheeling à Wheeling, Virginie-Occidentale. Inauguré en 1849 pour permettre le franchissement de l'Ohio, il était le plus grand pont suspendu du monde jusqu'en 1851, et est aujourd'hui le plus ancien de la suspension du pont emprunté par des véhicules aux États-Unis encore en usage. Un nouveau pont à proximité porte l'U.S. 40 et l'I-70 au-dessus de la rivière.
Trois postes de péage de la route originelle ont été conservés :
- La Vale Tollgate House, La Vale, Maryland ;
- Petersburg Tollhouse, Addison, Pennsylvanie ;
- Searights Tollhouse, près de Uniontown, Pennsylvanie.

En outre, plusieurs bornes routières — certaines bien entretenues, d'autres détériorées, ou d'autres encore remplacées par des équivalents modernes — restent intactes le long de la route.

## Description de l'itinéraire

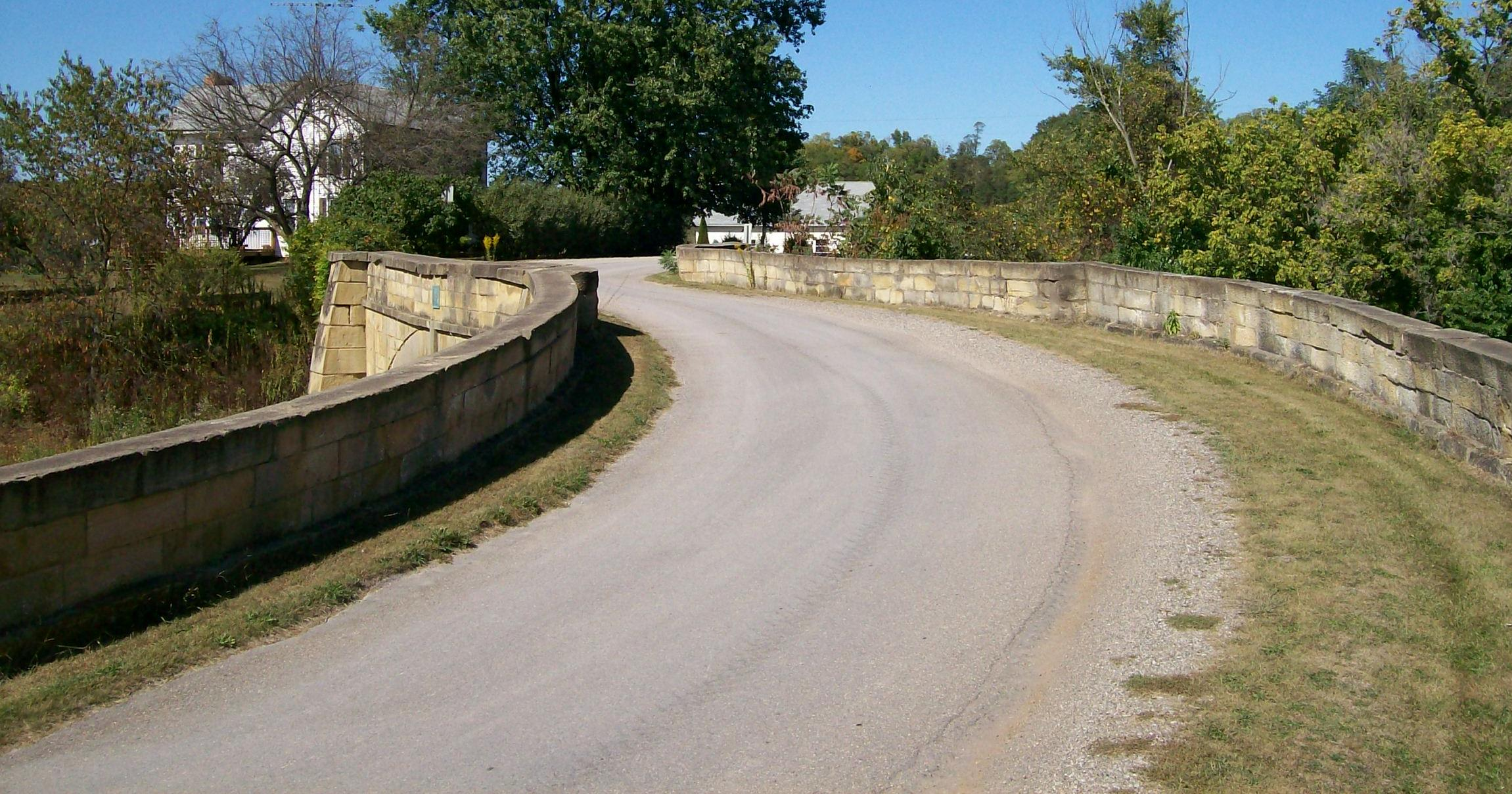
Le pont en S sur la National Road à l'est d'Old Washington, Ohio.

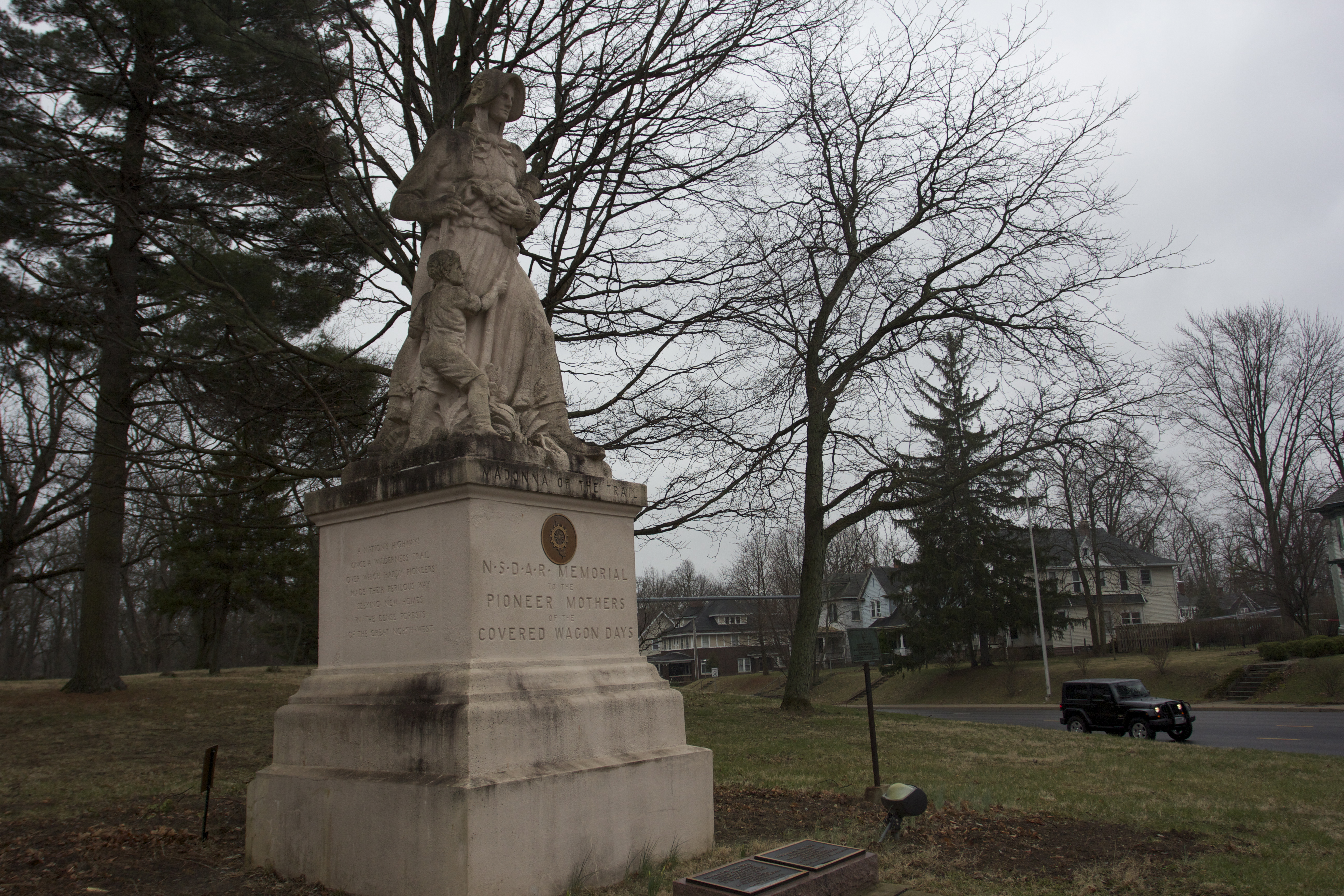
Madonna of the Trail dans le quartier de Richmond, avec la National Road en arrière-plan.

En général, la route montait vers l'ouest le long d'un chemin amérindien connu sous le nom de sentier du Chef Nemacolin, emprunté et amélioré par le jeune George Washington, puis suivi par l'expédition Braddock. Passant par la cluse de Cumberland, son premier tracé a traversé les Monts Allegheny pour entrer dans le sud-ouest de la Pennsylvanie, puis a atteint le plateau Allegheny dans le Comté de Somerset, en Pennsylvanie. Là, les voyageurs pouvaient tourner vers Pittsburgh ou continuer vers l'ouest jusqu'à Uniontown et atteindre des eaux navigables, la Monongahela, à Brownsville, en Pennsylvanie, qui était alors l'un des principaux centre de ravitaillement et de construction de bateaux fluviaux. De nombreux colons ont embarqué là à bord de bateaux pour voyager sur l'Ohio et le Missouri, ou ailleurs sur le bassin du Mississippi.
En 1818, les voyageurs pouvaient poursuivre, toujours en suivant le sentier du Chef Nemacolin, en franchissant le gué, ou prendre un ferry pour West Brownsville, pour aller jusqu'au comté de Washington, en Pennsylvanie, puis gagner Wheeling, en Virginie (maintenant en Virginie-Occidentale), 45 milles (72 km) plus loin sur la rivière Ohio. Les efforts ultérieurs ont prolongé la route à travers les États de l'Ohio, de l'Indiana et du Territoire de l'Illinois. Le terminus ouest de la National Road à son extension maximale a été à la rivière Kaskaskia à Vandalia, dans l'Illinois, près de l'intersection des actuelles U.S. 51 et U.S. 40.
Aujourd'hui, les voyageurs se rendant vers l'ouest jusqu'à Vandalia voyagent sur la moderne U.S. Route 40 à travers le centre-sud de l'Illinois. La National Road subsiste dans l'Indiana moderne le long de l'U.S. Route 40, en passant par les villes de Terre Haute et à Indianapolis. En traversant cette dernière, la National Road utilisait le parcours original de l'U.S. 40 le long des West et East Washington Street (en) moderne (l'U.S. 40 a depuis changé de parcours, et s'étend le long de l'Interstate 465). À l'est d'Indianapolis, la route traverse la ville de Richmond avant d'entrer dans l'Ohio, où le chemin se poursuit le l'U.S. 40 et passe à travers la banlieue nord de Dayton, Springfield, et Colomb. À l'ouest de Zanesville, Ohio, bien que l'U.S. 40 ait repris la plus grande pat de l'itinéraire d'origine, de nombreux segments de la National Road du XIXe siècle peuvent encore être trouvés. Entre Old Washington et de Morristown, le revêtement d'origine a été recouvert par l'Interstate 70. La route continuait ensuite vers l'est en traversant la rivière Ohio à Wheeling en Virginie-Occidentale, qui était le terminus ouest de la National Road à son ouverture. Après 15 milles (24 km) parcourus en Virginie-Occidentale, la National Road entrait en Pennsylvanie. La route franchissait le sud-ouest de la Pennsylvanie, en direction du sud-est sur environ 90 milles (145 km) avant d'entrer dans le Maryland. À l'est de Keyser's Ridge, la route moderne se trouvait à l'emplacement de l'Alternate U.S. 40 jusqu'à Cumberland (l'U.S. 40 se trouve maintenant le long de l'Interstate 68). Cumberland était à l'origine le terminus oriental de la route. Au milieu du XIXe siècle, une route à péage a permis le prolongement jusqu'à Baltimore, le long de ce qui est maintenant la Maryland Route 144 de Cumberland à Hancock, l'U.S. 40 de Hancock à Hagerstown, l'Alternate U.S. 40 de Hagerstown à Frederick, Maryland et la Route 144 de Frederick à Baltimore. Le processus d'approbation a été l'occasion de nombreux et houleux débats, du fait que les travaux nécessitaient la disparition du macadam originel, alors que c'est cet élément qui a rendu cette route célèbre.
La route entre Baltimore et Cumberland continue à être dénommée National Pike ou Baltimore National Pike et Main Street dans l'Ohio, les différentes parties portant officiellement les noms de U.S. Route 40, U.S. Alternate Route 40, ou Maryland Route 144. Un éperon entre Frederick, dans le Maryland, et de Georgetown (Washington, DC), officiellement Maryland Route 355, porte divers noms, mais il est parfois appelé le Washington National Pike[réf. nécessaire] il est maintenant parallèle à l'autoroute Interstate 270 entre le Capital Beltway (I-495) et Frédérick.

## Historique des désignations
Ces structures associées avec la National Road sont inscrites sur le Registre national des lieux historiques :
- 66 bornes kilométriques dans le Maryland, sur les Maryland Route 144 (en) et Maryland Route 165 (en), U.S. Route 40, U.S. Route 40 Alternate, et U.S. Route 40 Scenic (en) ;
- Inns on the National Road (en) à Cumberland et Grantsville, dans le Maryland ;
- pont de la Casselman près de Grantsville ;
- Petersburg Tollhouse (en) à Addison, en Pennsylvanie ;
- Mount Washington Tavern adjacente au Fort Necessity National Battlefield à Wharton Township (en), en Pennsylvanie ;
- Searights Tollhouse (en), à Uniontown, en Pennsylvanie ;
- pont de Dunlap's Creek (en), près de Brownsville, en Pennsylvanie, le premier pont en arc fait en fonte construit aux États-Unis. Achevé in 1839, il a été conçu par Richard Delafield et construit par le corps du génie de l'armée des États-Unis[9]. Toujours en service, ce pont est également référencé comme National Historic Civil Engineering Landmark ;
- pont en S de Claysville (en) dans le comté de Washington, près de Claysville ;
- Bornes kilométriques 8, 9, 10, 11, 13, et 14 en Virginie-Occidentale ;
- National Road Corridor Historic District (en) à Wheeling, en Virginie-Occidentale ;
- pont suspendu de Wheeling à Wheeling, en Virginie-Occidentale ;
- une portion de la route (en) à Cambridge, dans l'Ohio ;
- la Red Brick Tavern à Lafayette (en), dans l'Ohio, construit en 1837 ;
- Hudleston Farmhouse Inn à Mount Auburn ;
- Riley Birthplace and Museum (en) à Greenfield, dans l'Indiana ;
- Old Stone Arch (en), près de Marshall, dans l'Illinois[10].

La Pennsylvania Historical and Museum Commission a installé cinq plaques commémoratives, soulignant l'importance historique de la route : l'un dans le comté de Somerset, le 10 août 1947, l'un dans le comté de Washington le 1er avril 1949, et trois dans le comté de Fayette, le 12 octobre 1948, le 12 octobre 1948, et le 19 mai 1996.

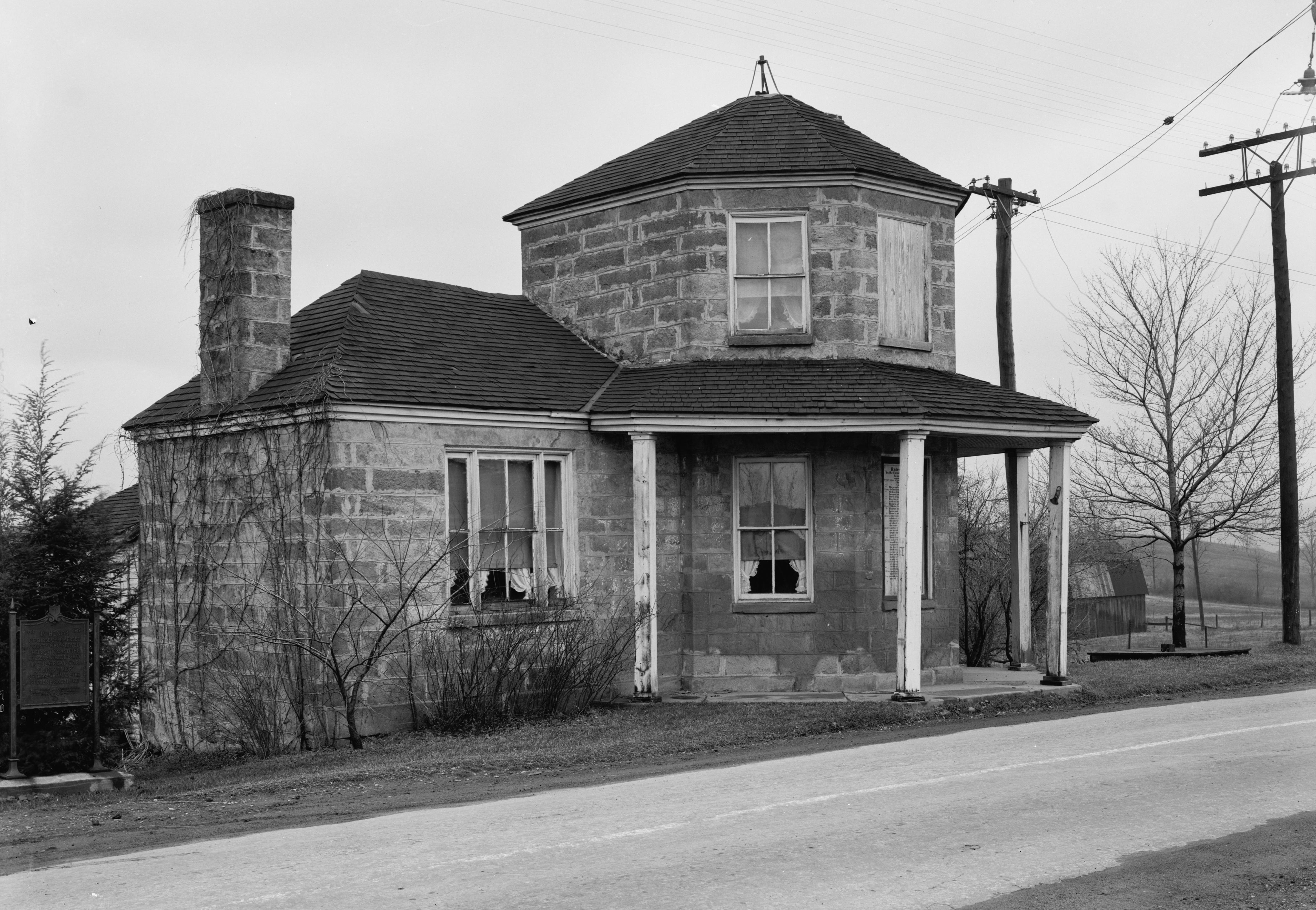
La Petersburg Tollhouse (en) à Addison, en Pennsylvanie.
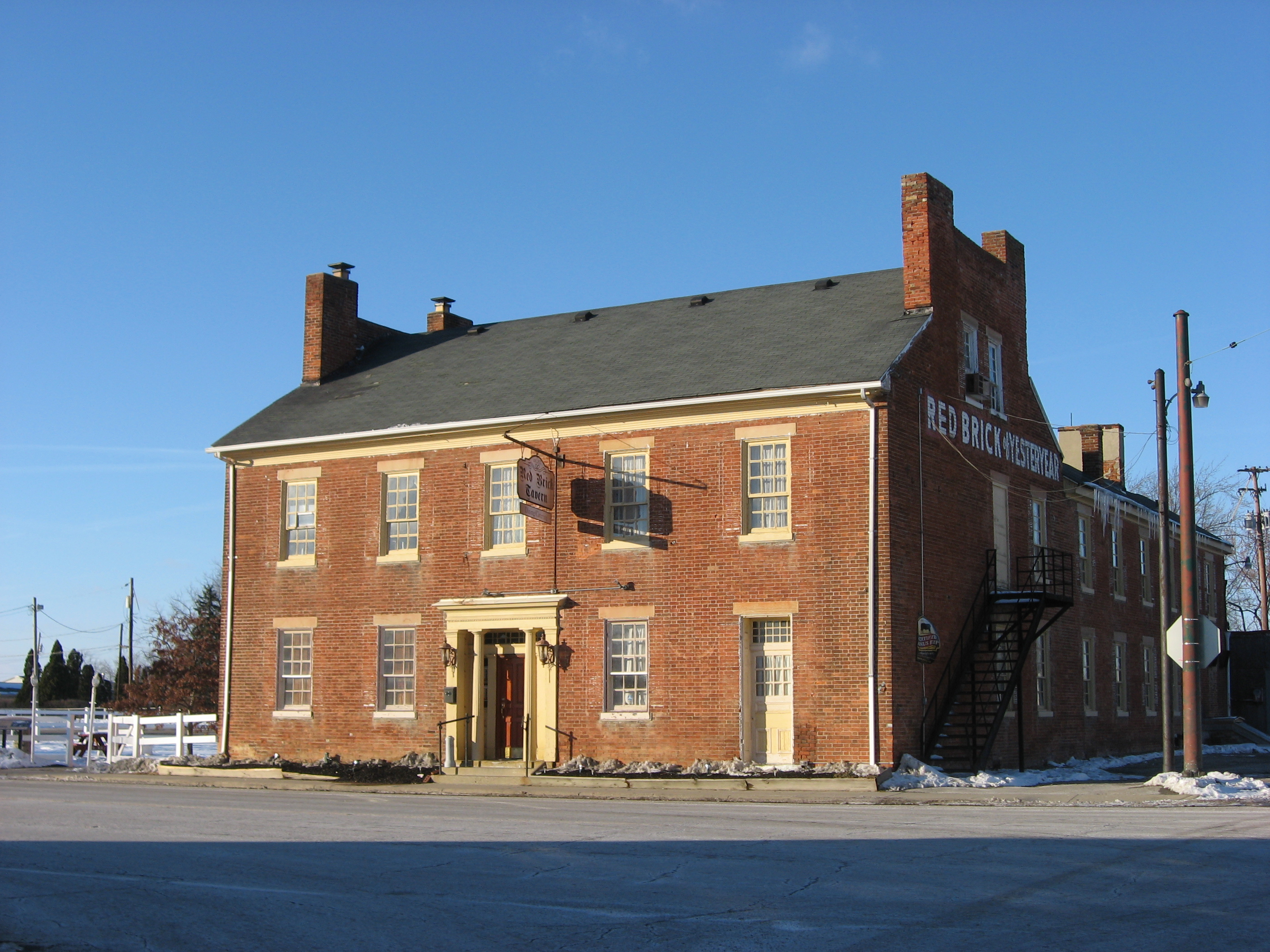
La Red Brick Tavern (en) à Lafayette (en), dans l'Ohio.
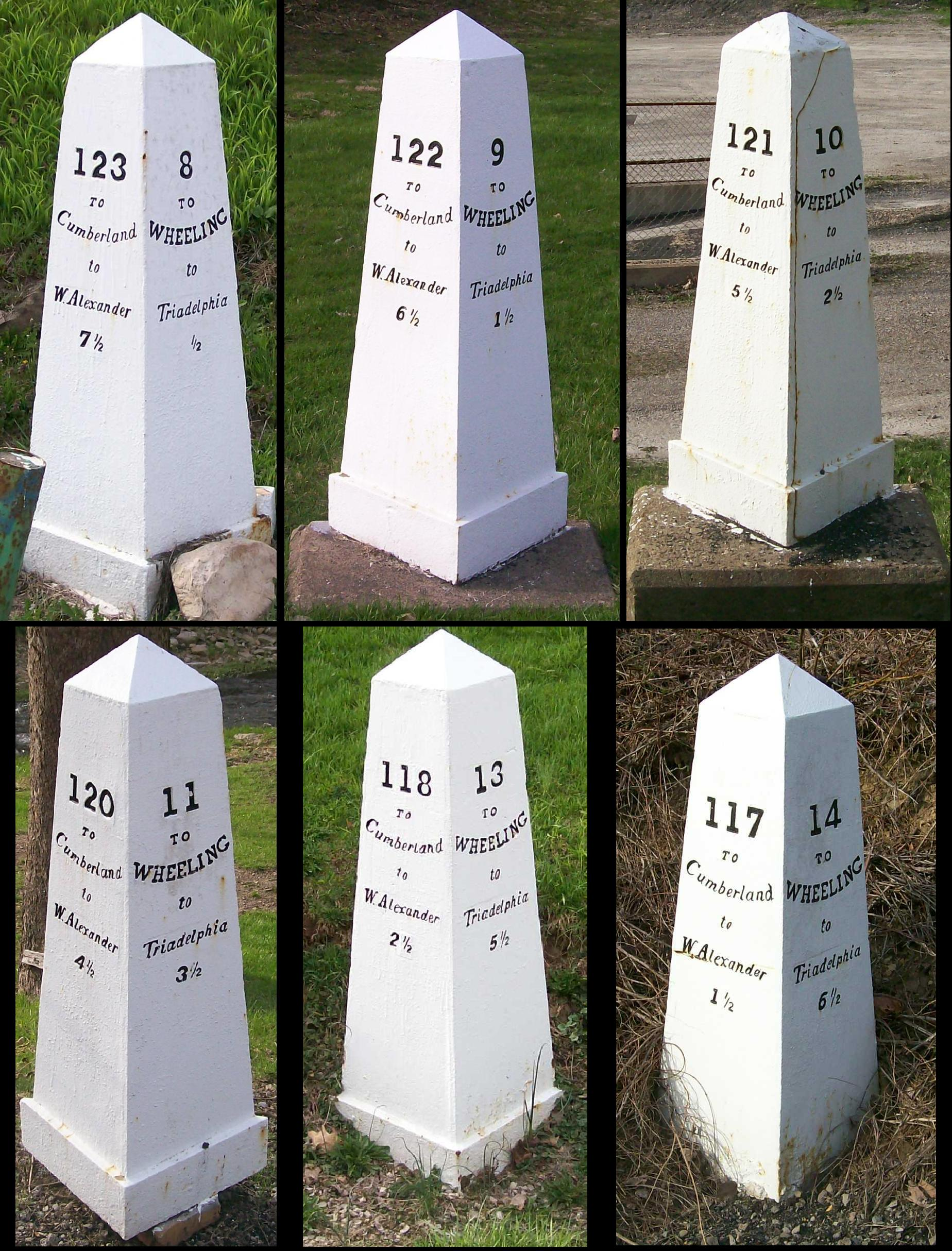
Bornes kilométriques en Virginie-Occidentale.